# Луций Пинарий Мамерцин Руф
Луций Пинарий Мамерцин Руф (лат. Lucius Pinarius Mamercinus Rufus) — римский политический деятель, консул 472 года до н. э.
Был консулом вместе с Публием Фурием Медуллином Фузом. В год их консульства плебейский трибун Публилий Волерон начал борьбу за принятие закона о выборах плебейских должностных лиц исключительно трибутными комициями (закон Публилия Волерона)
По сообщению Дионисия Галикарнасского, в тот год в городе бушевала эпидемия, поражавшая женщин, особенно беременных. Некий раб донес понтификам, что весталка Урбиния утратила девственность, и совершает священнодействия, будучи нечистой. Её отдали под суд, а изобличив, высекли розгами, провели через весь город, а затем закопали живьем. Один из растлителей покончил с собой, не дожидаясь суда, другого высекли на Форуме как раба, а затем казнили. После этого эпидемия прекратилась.
Однако затем по всей Италии прокатилась ещё одна эпидемия, которая уже не выбирала ни пола, ни возраста. Особенно сильно она свирепствовала в Риме, но продлилась недолго, «благодаря чему не все гражданство было истреблено».
В 472 году до н. э., как выяснил Марк Теренций Варрон , был принят закон Пинария-Фурия о вставном месяце (Lex Pinaria-Furia de mense intercalari) — для согласования гражданского года с солнечным раз в четыре года в календарь надлежало вставлять дополнительный месяц .